# Агии Анаргири (дем Горуша)
Агии Анаргири, Врощани, Врождани или Врождан (на гръцки: Άγιοι Ανάργυροι, Агии Анаргири, до 1927 година: Βρόστιανη, Вростяни) е село в Южна Македония, Гърция, дем Горуша (Войо) на област Западна Македония.

## География
Селото е разположено на 930 m надморска височина, в източното подножие на планината Горуша (Войо), на 30-ина километра западно от град Неаполи (Ляпчища) и около 25 километра северозадно от Цотили. На запад граничи със село Дафни (Драмища), а на юг – с Авгеринос (Костанско).

## История

### Етимология
Според Йордан Заимов името Врощани е от българското Брощани, Брождане с обичайна графична замяна на б с β. Етимологията е от брьст, брощ или бряст, но не е изключено и от брод.

### В Османската империя
В края на XIX век Врощани е мюсюлманско гръкоезично село в Населишка каза на Османската империя.
Според статистика на Серфидженския санджак на гръцкото консулство в Еласона от 1904 година във Врощани (Βρόστιανη), Населишка каза, живеят 140 валахади.

### В Гърция
През Балканската война в 1912 година в селото влизат гръцки части и след Междусъюзническата в 1913 година Врощани остава в Гърция. През 1913 година при първото преброяване от новата власт в него са регистрирани 279 жители.
В средата на 20-те години жителите на селото са изселени в Турция по силата на Лозанския договор и на тяхно място са заселени понтийски гърци бежанци от Турция. В 1928 година в селото е регистрирано като изцяло бежанско с 46 семейства или 182 души.
В 1927 година името на селото е сменено на Агии Анаргири (в превод – Свети Безсребреници).
Населението традиционно произвежда жито, картофи, тютюн и други земеделски продукти, като се занимава и със скотовъдство.
| Име                   | Име      | Ново име | Ново име | Описание                   |
| --------------------- | -------- | -------- | -------- | -------------------------- |
| Пнакарио или Пнокарио | Πνάκαριό | Дасос    | Δάσος    | река на Ю от Агии Анагрири |

| Година    | 1913 | 1920 | 1928 | 1940 | 1951 | 1961 | 1971 | 1981 | 1991 | 2001 | 2011 | 2021 |
| --------- | ---- | ---- | ---- | ---- | ---- | ---- | ---- | ---- | ---- | ---- | ---- | ---- |
| Население | 279  | 286  | 178  | 286  | 289  | 230  | 84   | 55   | 57   | 49   | 37   | 16   |